# Hans-Ulrich Brand
Hans-Ulrich Brand (* 22. Februar 1930 in Köthen; † 9. Juli 2002 in Hamburg) war ein deutscher Jurist und Politiker (SPD).

## Leben und Beruf
Nach dem Besuch der Volksschule und dem Abitur 1949 am Humanistischen Gymnasium absolvierte Brand 1949/50 ein Volontariat bei einer Kaffee-Importfirma in Hamburg. Danach nahm er ein Studium der Rechts- und Staatswissenschaften an der Universität Hamburg auf, das er 1954 mit dem ersten juristischen Staatsexamen beendete. 1952 wurde er im Corps Albertina Hamburg aktiv.
Das Referendariat durchlief er in großen Betrieben der Mineralölbranche und in der Verwaltung. 1958 promovierte er an der Universität Hamburg zum Dr. iur. 1959 bestand er die Assessorprüfung. Im Anschluss war er zunächst als Anwaltsassessor und nach seiner Zulassung als selbständiger Rechtsanwalt in Pinneberg tätig. 1960 erfolgte die Bestellung zum Notar.
Hans-Ulrich Brand war verheiratet und hatte zwei Kinder.

## Politik
Brand trat 1956 in die Sozialdemokratische Partei Deutschlands (SPD) ein. Er war seit 1959 Ratsherr der Stadt Pinneberg, wurde dort 1962 zum Vorsitzenden der SPD-Fraktion gewählt und wirkte daneben als Erster stellvertretender Bürgervorsteher der Stadt. 1969 wurde er zum Vorsitzenden des SPD-Ortsvereins Pinneberg gewählt. Sein politisches Betätigungsfeld umfasste vor allem die Umweltpolitik. 1959 war er Vorsitzender des Landesausschusses Schleswig-Holstein der Organisation Kampf dem Atomtod. Bei der Bundestagswahl 1969 wurde Brand in den Deutschen Bundestag gewählt. Er errang ein Direktmandat für den Bundestagswahlkreis Pinneberg.
Im Herbst 1970 wurde durch das Landgericht Itzehoe ein Verfahren gegen Brand eingeleitet, das auf die Aussagen Wedeler Kommunalpolitiker zurückzuführen war. Angeblich habe er „unter mißbräuchlicher Ausnutzung seiner Stellung als Bundestagsabgeordneter“ die Stadt Wedel zur Erteilung einer Baugenehmigung „genötigt“. Aus Resignation über das Verhalten der Kommunalpolitiker legte Brand am 3. November 1970 sein Bundestagsmandat nieder. 1971 wurde das Verfahren gegen ihn eingestellt. In der schriftlichen Begründung des Landgerichts wurde das Verhalten der Kommunalpolitiker sowie die Publikationen der Zeitungen Bild, Deutsche National-Zeitung und weiterer Lokalblätter gerügt.